# Cixius denotata
Cixius denotata är en insektsart som beskrevs av Tsaur 1991. Cixius denotata ingår i släktet Cixius och familjen kilstritar. Inga underarter finns listade i Catalogue of Life.